# Histiophryne
Genre
Histiophryne est un genre de Lophiiformes. Les Lophiiformes sont souvent appelés poissons-pêcheurs, ce sont des poissons marins benthiques osseux ayant un mode de prédation caractéristique : la première épine de la nageoire dorsale, appelée illicium ou « tige », est surmontée de l’esca ou « leurre », leur permettant d’attirer des proies.

## Liste d'espèces
Selon FishBase (2 juillet 2014) et World Register of Marine Species (2 juillet 2014) :
- Histiophryne bougainvilli (Valenciennes, 1837)
- Histiophryne cryptacanthus (Weber, 1913)
- Histiophryne maggiewalker Arnold & Pietsch, 2011
- Histiophryne pogonius Arnold, 2012
- Histiophryne psychedelica Pietsch, Arnold & Hall, 2009